# Kazuma Ikarino
Kazuma Ikarino (japanisch 碇野 壱馬 Ikarino Kazuma; * 31. Mai 1986 in Fukuyama) ist ein ehemaliger japanischer Fußballspieler.

## Karriere
Ikarino erlernte das Fußballspielen in der Schulmannschaft der Tatara Gakuen High School. Seinen ersten Vertrag unterschrieb er 2005 bei Ohara JaSRA. 2008 wechselte er zu AC Nagano Parceiro. Für den Verein absolvierte er sieben Ligaspiele. 2010 wechselte er zum Renofa Yamaguchi FC. Am Ende der Saison 2013 stieg der Verein in die Japan Football League auf. Am Ende der Saison 2014 stieg der Verein in die J3 League auf. Für den Verein absolvierte er 89 Ligaspiele. Ende 2015 beendete er seine Karriere als Fußballspieler.